# Claudia Peracchia
Claudia Peracchia (Pescara, 17 aprile 1972) è un'ex cestista e allenatrice di pallacanestro italiana.
Guardia-ala di 175 cm, ha giocato in Serie A1 con Bari, Ferrara e Priolo Gargallo.